# Henning Ahrens

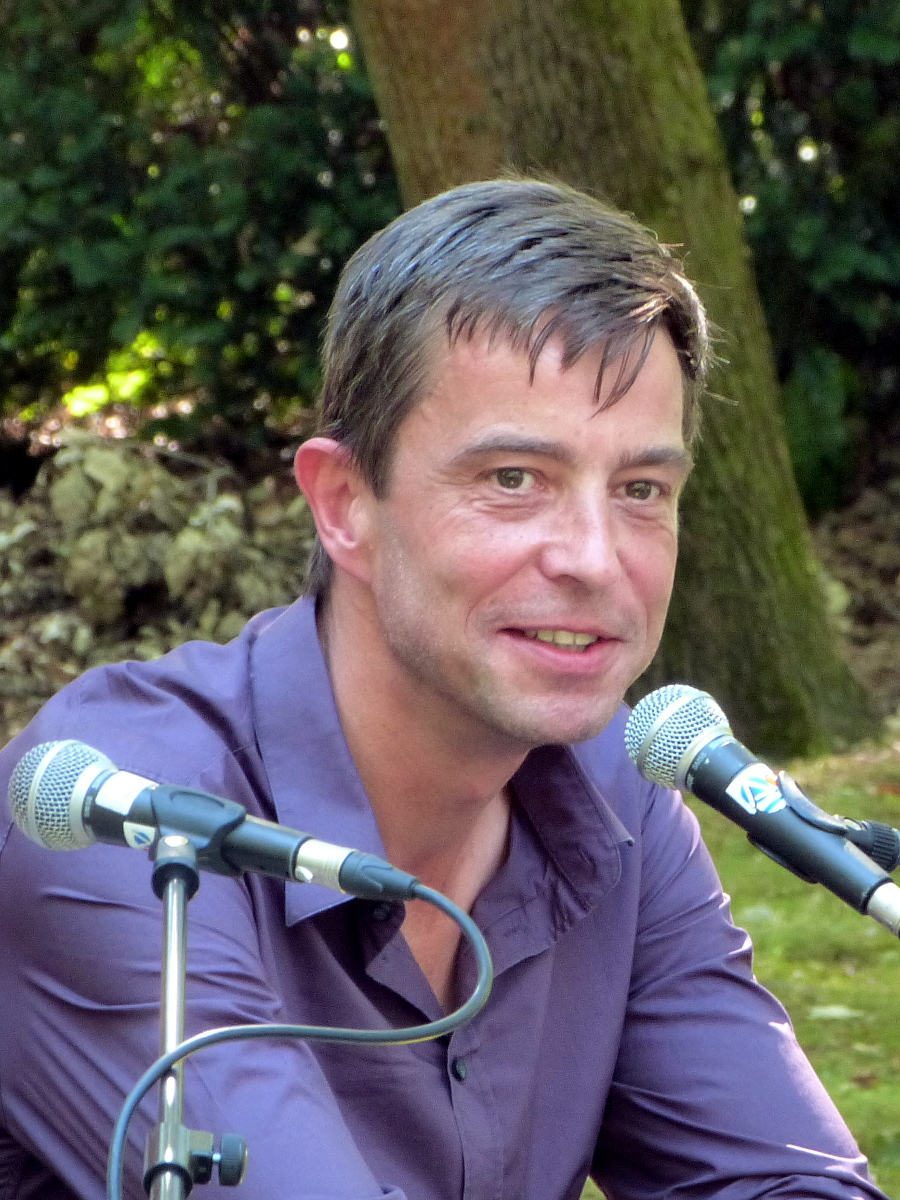
Henning Ahrens, 2015

Henning Ahrens (* 22. November 1964 in Peine) ist ein deutscher Schriftsteller und literarischer Übersetzer.

## Leben
Henning Ahrens ist der Sohn eines Landwirts. Er wuchs bei Peine auf und studierte Anglistik, Geschichte und Kunstgeschichte in Göttingen, London und Kiel. 1995  wurde er an der Universität Kiel mit einer Arbeit über John Cowper Powys promoviert. Ahrens lebt in Frankfurt am Main.
Henning Ahrens ist Verfasser von Lyrik und erzählender Prosa. Seine beiden bisherigen Romane sind der fantastischen Literatur zuzurechnen und stehen mit ihrer hyperrealistischen Schilderung einer Traumwelt in der Tradition des magischen Realismus. Daneben übersetzt Ahrens aus dem Englischen.

## Auszeichnungen
- 1999 Wolfgang-Weyrauch-Förderpreis
- 2000 Förderpreis zum Nicolas Born-Preis des Landes Niedersachsen
- 2001 Friedrich-Hebbel-Preis
- 2009 Nicolas-Born-Preis
- 2016 Bremer Literaturpreis[1]
- 2021: Longlist zum Deutschen Buchpreis mit Mitgift

## Werke
- John Cowper Powys' Elementalismus. Eine Lebensphilosophie. Dissertation. Frankfurt am Main 1997.
- Lieblied was kommt. Gedicht. Stuttgart 1998.
- Stoppelbrand. Gedichte. Stuttgart u. a. 2000.
- Lauf Jäger lauf! Roman. Frankfurt am Main 2002.
- Langsamer Walzer. Roman. Frankfurt am Main 2004.
- Tiertage. Roman. Frankfurt am Main 2007.
- Kein Schlaf in Sicht. Gedichte. Frankfurt am Main 2008.
- Provinzlexikon. Geschichten vom Rand der Welt. München 2009.
- Glantz und Gloria. S. Fischer, Frankfurt am Main 2015, ISBN 978-3-10-000529-8.
- Mitgift. Klett-Cotta, Stuttgart 2021, ISBN 978-3-608-98414-9.

### Essays
- Für heute alles besser finden wie früher. In: Bella triste. Nr. 10, 2004
- Befreiung von den Betonköpfen. In: Bella triste. Nr. 17, Sonderausgabe zur deutschsprachigen Gegenwartslyrik, 2007.

### Verstreute Veröffentlichungen
- Berlin, August 97. Gedichte. In: Krachkultur 7/1998.
- Schleppegrell geht Milch holen. Erzählung. In: Bella triste. Nr. 7, 2003.
- A Space Odyssey. Gedichte. In: Edit-Papier für neue Texte 39, 2005.
- Wislaugs Wiedergeburt. Erzählung. In: Mathias Mertens (Hrsg.): Paris Peine Pattensen. Literarische Erhebenungen auf dem flachen Land. Göttingen 2006, ISBN 978-3-8353-0085-9.

### Übersetzungen
- John Cowper Powys: Die Tagebücher 1929–1939. Salzburg u. a. 1997.
- Martha Baer: Inez an Francesca. Hamburg 1998.
- Guanlong Cao: Lange Schatten. Salzburg u. a. 1998.
- Annie Dillard: Ich schreibe. Salzburg u. a. 1998.
- Peter Dickinson: Kinder des Mondfalken. Hamburg 1999.
- André Alexis: Kindheit. München 2000.
- Colson Whitehead: Die Fahrstuhlinspektorin. Hamburg 2000.
- Lois Lowry: Auf der Suche nach dem Blau. Hamburg 2001.
- Brady Udall: Der Bierdosenbaum. Stuttgart u. a. 2001.
- Fergus Fleming: Barrow’s boys. Hamburg 2002.
- Brooks Hansen: Die Versuchung des August Perlmann. München 2002.
- Peter Dickinson: Die längste Zeit. Hamburg 2003.
- Peter Dickinson: Tanzbär. Hamburg 2003.
- James Frey: Tausend kleine Scherben. München 2003.
- Walter Kirn: Mr. Bingham sammelt Meilen. Köln 2003.
- Mark Dunn: Nollops Vermächtnis. Hamburg 2004.
- Hugo Hamilton: Gescheckte Menschen. München 2004.
- Jonathan Safran Foer: Extrem laut und unglaublich nah. Köln 2005.
- Hugo Hamilton: Der Matrose im Schrank. München 2006.
- Don Paterson: Weiß wie der Mond. München 2006.
- Don Paterson: Kerzenvogel. München 2006.
- DBC Pierre: Bunny und Blair. Berlin 2007.
- Hugo Hamilton: Die redselige Insel. Irisches Tagebuch. München 2007.
- Saul Bellow: Die Abenteuer des Augie March. Köln 2008.
- Hugo Hamilton: Legenden. München 2008.
- Peter Orner: Die Wiederkehr der Mavala Shikongo. München 2008.
- John Griesemer: Herzschlag. Zürich/Hamburg 2009.
- Chris Killen: Das Vogelzimmer. Köln 2009.
- Richard Powers: Das größere Glück. Frankfurt am Main 2009.
- Hugo Hamilton: Der irische Freund. München 2011.
- Ruta Sepetys: Und in mir der unbesiegbare Sommer. Hamburg 2011.
- Leigh Bardugo: Grischa. (Trilogie 2012–2019). Hamburg 2012–2019.
- Ruta Sepetys: Ein Glück für immer. Hamburg 2014.
- Arthur Conan Doyle: Eine Studie in Scharlachrot. Frankfurt am Main 2016.
- Arthur Conan Doyle: Das Zeichen der Vier. Frankfurt am Main 2016.
- Arthur Conan Doyle: Die Abenteuer des Sherlock Holmes. Frankfurt am Main 2016.
- Arthur Conan Doyle: Die Memoiren des Sherlock Holmes. Frankfurt am Main 2016.
- Ruta Sepetys: Salz für die See. Hamburg 2016.
- John Steinbeck: Logbuch des Lebens. Hamburg 2017.
- Jennifer Egan: Manhattan Beach. Frankfurt am Main 2018.
- David Szalay: Was ein Mann ist. München 2018.
- Meg Wolitzer: Das weibliche Prinzip. Köln 2018.
- Colson Whitehead: Die Nickel Boys. München 2019.
- Hugo Hamilton: Palmen in Dublin. München 2020.
- David Szalay: Turbulenzen. München 2020.

## Belege
1. 1 2   Henning Ahrens Bremer Literaturpreisträger 2016 (Memento vom 4. März 2016 im Internet Archive), RB Nordwestradio 22. November 2015, abgerufen am 30. April 2024.
2. ↑  Autorenprofil Fischerverlag

| Personendaten    | Personendaten                           |
| ---------------- | --------------------------------------- |
| NAME             | Ahrens, Henning                         |
| KURZBESCHREIBUNG | deutscher Schriftsteller und Übersetzer |
| GEBURTSDATUM     | 22. November 1964                       |
| GEBURTSORT       | Peine                                   |